# Автомобиль особо большой грузоподъёмности
Автомоби́ль осо́бо большо́й грузоподъе́мности — автомобиль, автопоезд или другое автотранспортное средство, нагрузки на ось которого превышают 100 кН (10 тс), а ширина — более 2,5 м.
Грузовые автомобили также имеют свои разновидности.

## Пикапы
Самые маленькие служат для доставки небольших партий грузов (100-800 кг). Это развозные, или доставочные, автомобили. Небольшие развозные автомобили с металлическим кузовом-платформой впервые начали применять в США. Они получили название пикап (от англ. pick up — поднимать).

## Грузовики
Существуют грузовики, рассчитанные на транспортировку 1000-10000 кг груза. На таких машинах можно встретить самые разные кузова, приспособленные для перевозки кузовов или грузов со специфическими свойствами, такие как:
- Для сыпучих грузов
- Цистерны для жидких грузов
- Специальные фургоны для мебели, хлеба, продуктов

### Изотермические и рефрижераторные автомобили
Автомобили для перевозки продуктов бывают изотермическими, сохраняющими на время доставки температуру перевозимых продуктов неизменной, и рефрижераторными, в которых специальная холодильная установка поддерживает пониженную температуру для сохранности фруктов, овощей и рыбы.

## Самосвалы
Самосвалы — это разнообразные грузовые автомобили с саморазгружающимися кузовами. У них гидравлический механизм поднимает грузовую платформу с наклоном назад или вбок. Также самосвалы бывают сельскохозяйственными и карьерными. У сельскохозяйственных самосвалов кузова оснащены высокими решетчатыми бортами, поскольку на них приходится возить сельскохозяйственную продукцию, сено и удобрения. Грузоподъемность таких машин колеблется от 2 до 400 т.

## Низкорамный трал
При перевозке тяжелых грузов, длинномеров, различного промышленного оборудования, кранов, экскаваторов, погрузчиков и другой строительной техники применяют низкорамный трал. В зависимости от массы перевозимого груза и его габаритов используется низкорамная платформа различных технических характеристик, но грузоподъемность её колеблется в пределах 10-50 т.